# 왕세손
왕세손(王世孫)은 국왕의 적장손이자, 왕세자의 적장자로 왕위계승 서열 2위에 해당한다. 왕세손은 왕세자가 요절했을 때, 국왕이 그 아들 중에서 골라서 삼아 자신의 후계자로 삼기도 하였다. 그러나, 거의 왕세손은 새 국왕이 즉위했을 때, 새 국왕에게 왕세자와 함께 책봉받는다. 호칭은 각하(閣下)이지만 세자가 요절했을경우 저하(邸下)이라고 했다.

## 참고 하기
- 조선 영조
- 조선 정조